# NGC 1564
NGC 1564 é uma galáxia lenticular (S0) localizada na direcção da constelação de Eridanus. Possui uma declinação de -15° 44' 20" e uma ascensão recta de 4 horas, 23 minutos e 00,9 segundos.
A galáxia NGC 1564 foi descoberta em 1886 por Frank Leavenworth.